# ブロッホ空間
数学の複素解析の分野において、アンドレ・ブロッホの名にちなむブロッホ空間（ブロッホくうかん、英: Bloch space）とは、複素平面におけるある開単位円板 D 上で定義される正則函数 f で
{\displaystyle (1-|z|^{2})|f^{\prime }(z)|}
が有界であるようなものからなる函数空間のことを言う。{\displaystyle {\mathcal {B}}} あるいは ℬ と表記される。ブロッホ空間 {\displaystyle {\mathcal {B}}} は、ノルムを次のように定めたときバナッハ空間となる。
{\displaystyle \|f\|_{\mathcal {B}}=|f(0)|+\sup _{z\in \mathbf {D} }(1-|z|^{2})|f'(z)|.}
これはブロッホノルム（Bloch norm）と呼ばれる。ブロッホ空間の元はブロッホ函数（Bloch function）と呼ばれる。